# Åsvalltjärnen, Jämtland
Åsvalltjärnen är en sjö i Bergs kommun i Jämtland och ingår i Ljungans huvudavrinningsområde.